# Castel Leone (Lana)
Castel Leone (ted.: Lanaberg o Leonburg) è un castello medievale sopra Lana. Si trova sulla strada che porta al passo Palade, che unisce il Burgraviato alla val di Non.
Fu eretto in una posizione particolarmente felice, da cui si domina tutta la vallata che scende verso l'Adige, dagli antenati della famiglia Brandis, i signori di Lanaberg, intorno al 1200; ed ancora oggi (sebbene sia disabitato) appartiene a quella stessa famiglia: cosa estremamente rara nella solitamente travagliata storia di passaggi di proprietà dei castelli altoatesini, e che lo accomuna all'altro castello di famiglia, Castel Brandis, sempre a Lana.
Eppure i Brandis furono sul punto di perdere le loro proprietà, quando si schierarono contro Mainardo II venendo infine sconfitti. Ma Ildebrando, il capo famiglia, ebbe l'accortezza di sottomettersi a Mainardo e di offrirgli le due fortezze. Il conte di Tirolo fu colpito dal gesto e le ridiede in feudo ai proprietari originari.
A metà del XV secolo il castello fu semidistrutto da un incendio, ma fu fatto riedificare e ampliare (e da qui derivano le caratteristiche rinascimentali del palazzo signorile).